# Бумага для заметок

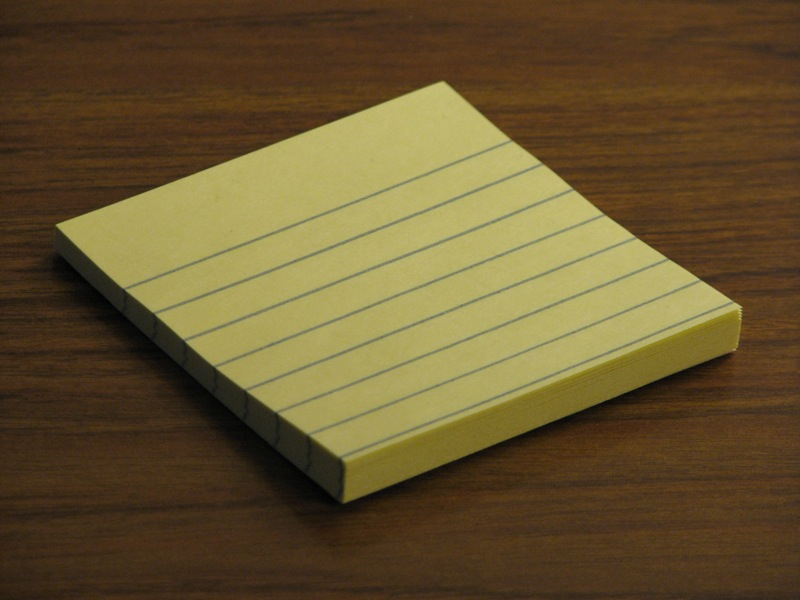

Липкая бумага для заметок — небольшие листки, на которые с одной стороны узкой полоской нанесён специальный клей, обычно жёлтого цвета. Они склеены в виде блокнота, отдельные листки из которого легко отрываются и могут быть приклеены к каким-либо предметам, а в дальнейшем сняты с них, не оставив никаких следов. Как правило, она используется для коротких записок и напоминаний.
Впервые такую самоклеящуюся бумагу для заметок начала производить американская компания 3M, под торговой маркой Post-it. В 1968 году работавший в компании 3M химик Спенсер Сильвер случайно изобрел плотный клей, который не впитывался в поверхность бумаги и не оставлял следов. Изобретение оставалось невостребованным (сам Сильвер безуспешно предлагал в 1973 году использовать клей для поверхности доски объявлений), пока Арт Фрай, сотрудник той же фирмы, певший в церковном хоре, не стал приклеивать на это вещество закладки в своём молитвеннике. Он быстро понял, что клей надо наносить не на поверхности, к которым приклеивается бумага, а на саму бумагу. 3M в то время поддерживала узаконенную «работу на себя»: сотрудник мог использовать часть своего рабочего времени и оборудование компании, чтобы выполнить инициативный проект (результаты его работы по-прежнему принадлежали компании, но в случае успеха сотрудника ждало материальное поощрение). В 1974 году Фрай использовал эту возможность и разработал первую клейкую бумагу для заметок под названием англ. Press-and-Peel. Результаты маркетинга были удручающими, но начальники Сильвера, Дж. Николсон (англ. Geoff Nicholson) и Дж. Рами (англ. Joe Ramey) были уверены в том, что отдел маркетинга провалил свою работу и настояли на новой попытке, «Блитц в Бойсе», когда огромное количество бесплатных образцов было роздано в городе Бойсе. Результат превзошёл все ожидания: доля повторных заказов (количество людей и предприятий, которые заказали продукт после ознакомления с образцом) превысил 90 % — вдвое больше, чем когда-либо в истории 3М. С 1980 года такая бумага для заметок под новым названием стала продаваться на всей территории США, а через год появилась на канадском и европейском рынке. В 1999 г. журнал Fortune включил её в список важнейших изобретений XX века.
Классическая бумага для заметок по-прежнему производится компанией 3M под маркой Post-it. Она жёлтого цвета и имеет размеры 76 на 76 мм. Существуют и аналоги от других производителей.
Липкая бумага неоднократно использовалась при создании произведений искусства. Так, рисунок Рона Китая «После Рембрандта» (пастель, уголь) в 2000 г. был продан с аукциона за £640.
Достаточно широко распространены компьютерные программы — аналоги липких заметок, виртуальные «листки» которых можно «клеить» на Рабочий стол ОС.